# Jenny Lamy
Jenny Lamy, född 28 februari 1949 i Wagga Wagga, är en före detta australisk friidrottare.
Lamy blev olympisk bronsmedaljör på 200 meter vid sommarspelen 1968 i Mexico City.